# Spuma per capelli

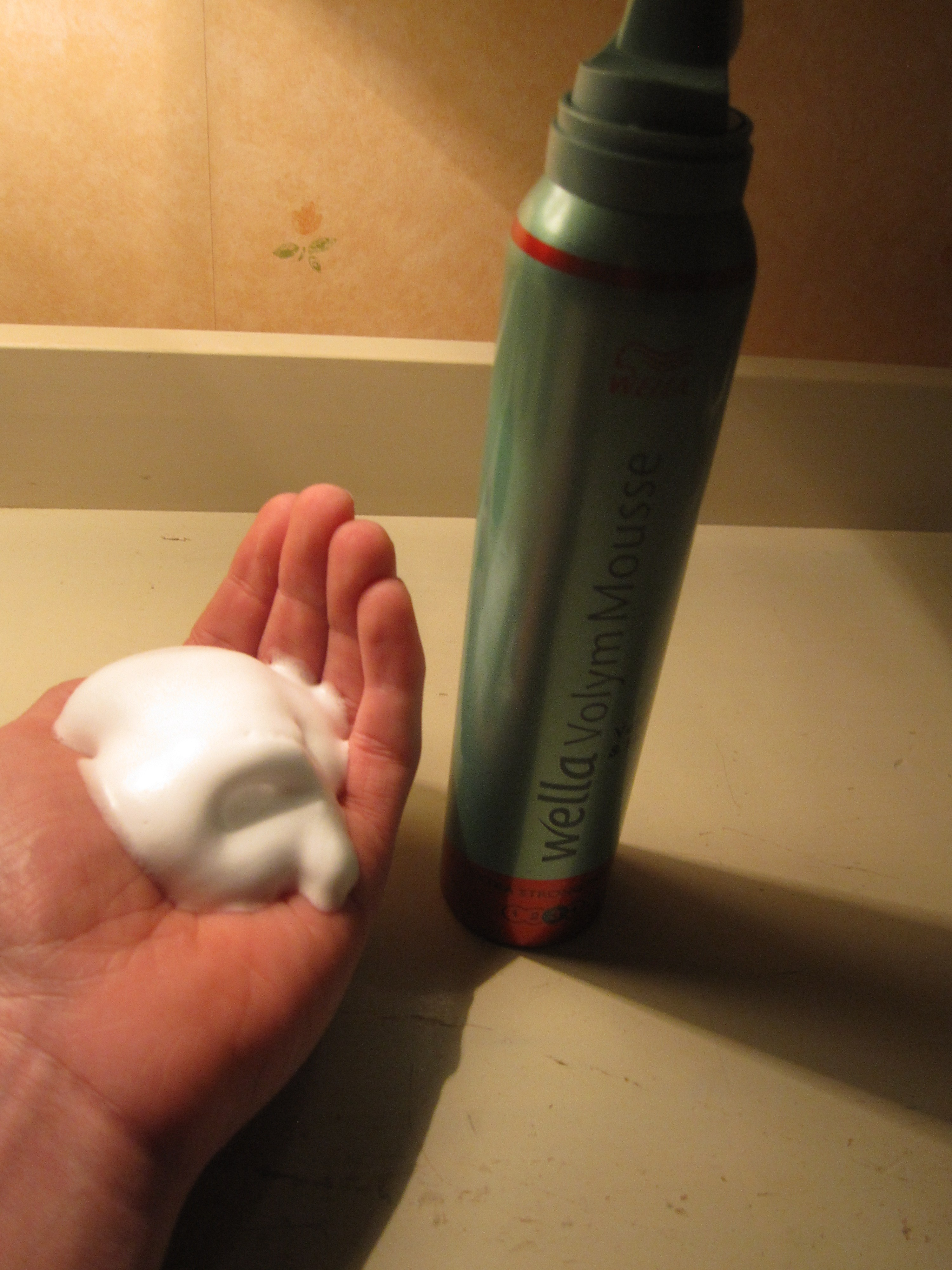
Spuma per capelli

La spuma per capelli è un prodotto condizionante, formulato come alternativa al gel e alle lacche, per apportare tenuta sia ai capelli lunghi che corti, maschili e femminili, solitamente viene applicato dopo lo shampoo per evitare il rischio che appesantisca i capelli. La spuma per capelli è nata in Francia.
La spuma è composta da acqua, vitamine, silicone, coloranti, alcol, resina cationica ed emulsionanti. L'alcol permette il mescolamento delle sostanze e insieme agli emulsionanti contribuisce a creare la schiuma; la resina forma invece nel capello una pellicola che permette una migliore gestione delle ciocche di capelli.
Le spume possono fornire sia tenuta all'acconciatura, che trattamento per i capelli, esistono difatti varianti di questo prodotto ad azione ristrutturante, volumizzante, emolliente, etc per adattarsi agli svariati tipi di capelli, sia nella comune distribuzione che ad uso professionale nei saloni dei parrucchieri. Sono confezionate in bombolette con dosatore, che vengono agitate prima dell'uso. Si applicano su capelli umidi, dopo il lavaggio, in noci dal numero che varia in funzione alla lunghezza dei capelli, e poi si fissano al capello con asciugatura al phon, oppure si lasciano asciugare all'aria quando si vuole un effetto bagnato e definito.
A differenza dei gel, le spume garantiscono una tenuta leggera che non appesantisce l'acconciatura, non possono essere eliminate dai capelli con colpi di spazzola come le lacche, ma solo con il lavaggio con acqua, meglio con shampoo.